# Буковинська окружна управа

«Генеральський дім» в Чернівцях (резиденція Буковинського старости та «Окружна управа»)

Окружна Управа Буковини (нім. K. k. Bukowiner Kreisamt) — виконавчий орган влади на Буковині часів Габсбурзької монархії.

## Створення
Створена 1 листопада 1786 р. згідно з указом цісаря Йосифа ІІ від 6 серпня 1786 р. в зв’язку з включенням Буковинського округу до складу Королівства Галичини та Володимирії. Була вищим адміністративним органом Буковинського округу.

## Галицьке Губернаторство
Вищим державним органом управління Буковиною з часу її входження до складу Королівства Галичини та Володимирії стало Галицьке губернаторство (нім. K. k. Galizische Statthalterei) у Львові на чолі з Губернатором (нім. Gouverneur). Буковинська окружна управа, будучи виконавчим органом Губернаторства, йому безпосередньо підпорядковувалась і звітувала перед ним. Водночас в структурі Губернаторства було утворено спеціальний підрозділ - Галицьку губернську управу у справах Буковини (нім. K. k. Galizische Statthalterei (Angelegenheiten der Bukowina)).
До основних функцій Губернаторства входило: загальні питання організації австрійської державної влади на території Галичини і Буковини, створення державного апарату управління, охорона громадського порядку, контроль за промисловістю, торгівлею, сільським господарством, шляхами сполучення, оподаткуванням, школами, діяльністю адміністративних установ, управління справами римо-католицької та греко-католицької церков, а в межах існуючого порядку і православної, питання дислокації та постачання військових частин і проведення рекрутського набору, еміграції, паспортного режиму, правовідносини єврейського населення, врегулювання прикордонних і митних питань. Підпорядковувалась безпосередньо Галицькій надвірній канцелярії.

## Організація Буковинської окружної управи

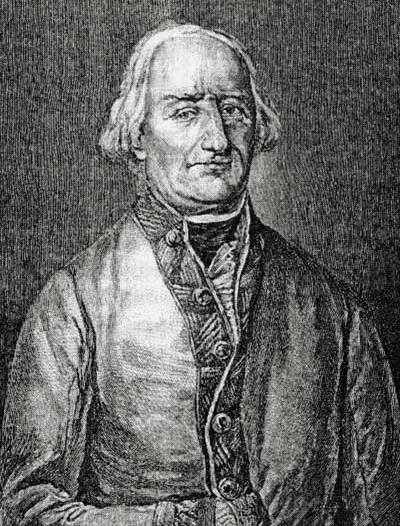
Карл фон Енценберг

Останнім Головою Військової Адміністрації Буковини був Генерал Карл фон Енценберг, який водночас став і першим керівником Буковинського округу.

Органом управління Буковинського округу була Буковинська окружна управа (нім. K. k. Bukowiner Kreisamt). Керував Управою - Окружний староста, якого разом з комісарами призначав особисто Цісар, а решту чиновників – окружний староста самостійно. За 63 роки існування Буковинського округа змінилося 11 окружних старост. 
До складу Окружної Управи Буковини входили:
— окружний Староста;
— 1 заступник окружного Старости;
— 4 окружних комісара (штатна чисельність залежала від кількості повітів);
— 1 окружний драгун;
— 2 окружних канцеляриста (окружний секретар та окружний реєстрант); 
— 1 окружний інженер;
— 2 писаря;
— 12 податкових комісарів;
— 5 хірургів (1 окружний, 4 повітових) та ін. 
Структурних частин не було. Усі функції виконувалися окружним Старостою і підпорядкованими йому окружними комісарами.
На поч. ХІХ ст. почало активно розвиватись Управління будівництва. В 1802 р. розпочав свою роботу Інспекторат з державного майна. Після формування митної служби розпочав роботу Митний інспекторат.
Окружній управі підпорядковувалися повітові та міські управи. Повітові управи (нім. K. k Bezirkshauptmannschaften) очолювали повітові старости.
До основних функцій Окружної Управи Буковини входило: зміцнення державного ладу, спостереження за настроєм населення, придушення виступів та агітації, направлених проти держави та її соціального ладу, розгляд конфліктів між землевласниками і селянами з питань виконання феодальних повинностей, землеволодіння й землекористування. У компетенцію управи входило оподаткування населення та підприємств, забезпечення дотримання законів з торгівлі, промисловості та ремесел, проведення заходів боротьби з епідеміями та епізоотіями, відкриття карантинних таборів, контроль за діяльністю шкіл, будівництвом та утриманням доріг і державних споруд, нагляд за цехами, дотримання контакту з військовою владою, розквартирування і забезпечування військових частин, проведення рекрутського набору, контроль за церковним життям, питання колонізації краю, надання пільг колоністам, розслідування причин еміграції і боротьба з нею, охорона кордонів.

## Влада міста Чернівці
Створена в 1775 році Військової адміністрації Буковини продовжувала діяти Чернівецька міська управа, яка знаходилась у безпосередньому підпорядкуванні Буковинської окружної управи. На підставі декрету Надвірної канцелярії від 29 жовтня 1829 р., 2 вересня 1832 р. Чернівецьку міську управу реорганізували в Чернівецький міський магістрат нім. Magistrat der k. k. Hauptstadt Czernowitz.

## Судові органи
15 листопада 1787 р. відповідно до цісарського патенту було створено Карний суд Буковини.  До цього карні справи розглядались дистриктними аудиторіатами та органами місцевої влади. Дворянський суд в Чернівцях був створений на підставі цісарського декрету від 22 лютого 1804 р. і цим же декретом об’єднаний з Чернівецьким дистриктним і карним судом. Розглядав скарги селян та землевласників, незалежно від вартості позову, в тому числі й ті, що раніше розглядались місцевими органами влади і з 1804 р. вів крайову табулу, яка з 1791 р. знаходилась при Чернівецькому дистриктному суді. Фактично дворянський суд припинив своє існування
16 жовтня 1826 р., об’єднавшись з карним і дистриктними судами. В Сучаві діяв Сучвський дистриктний суд.